# Halszkaraptor
Halszkaraptor (que significa "caçador de Halszka") é um gênero de dinossauro Dromeosaurídeo da Mongólia que viveu durante o período do Cretáceo Superior. Contém apenas uma espécie conhecida no gênero, H. escuilliei.
Os cientistas compararam espécimes fosilizados aos ossos de crocodilos e aves aquáticas existentes e encontraram evidências de um estilo de vida semiaquático. Uma análise filogenética revelou que era um membro da subfamília basal Halszkaraptorinae juntamente com Mahakala e Hulsanpes.

## Etimologia
Seu nome de gênero, Halszkaraptor, homenageia a paleontóloga polonesa Halszka Osmólska. Enquanto o nome de espécie escuilliei homenageia o paleontólogo francês François Escuillié.

## Descoberta

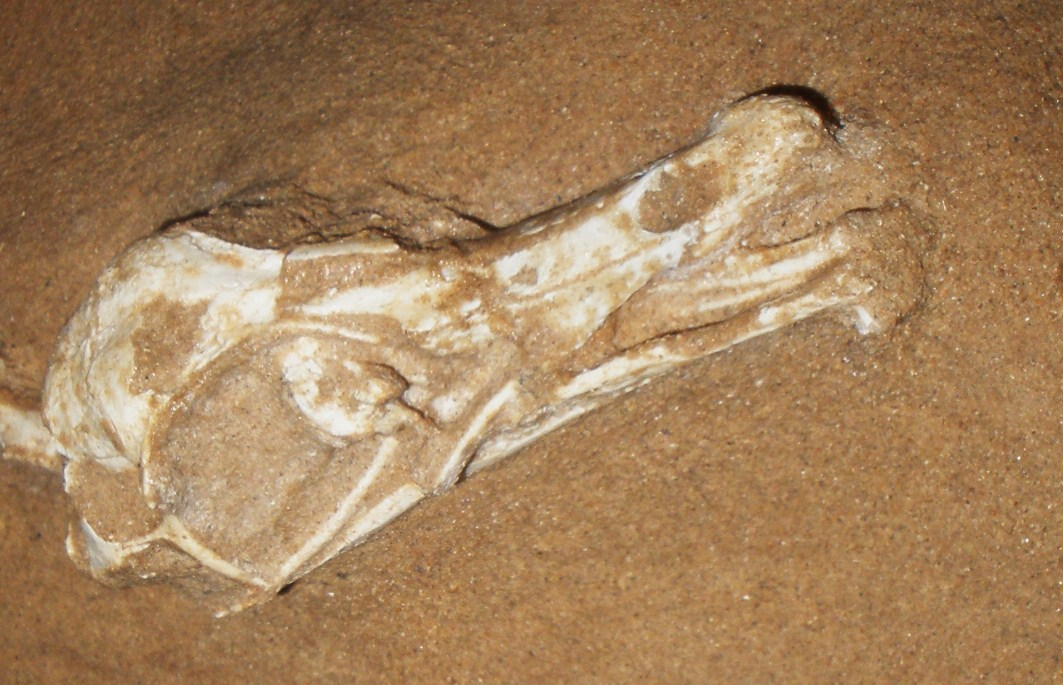
Crânio do holótipo.

O holótipo de Halszkaraptor provavelmente veio da Formação Djadochta em Ukha Tolgod no sul da Mongólia e foi ilegalmente removido por caçadores de fósseis. Viajou até o Japão e a Grã-Bretanha, tendo pertencido a vários colecionadores por alguns anos até a empresa Eldonia do comerciante de fósseis François Escuillié tê-lo tomado posse. Ele identificou-o como uma nova espécie e, em 2015, levou a Bruxelas para mostrar aos paleontologistas Pascal Godefroit e Andrea Cau para uma verificação posterior. Depois de verificar sua autenticidade, dentre outros meios por um síncrotron da European Synchrotron Radiation Facility, Cau e outros paleontólogos proeminentes descreveram o gênero em um estudo detalhado publicado pela revista Nature. Após as negociações, Escuillié concordou que o fóssil fosse devolvido às autoridades da Mongólia.
A espécie-tipo Halszkaraptor escuilliei foi nomeada em 2017 e descrita por Andrea Cau, Vincent Beyrand, Dennis F. A. E. Voeten, Vincent Fernández, Paul Tafforeau, Koen Stein, Rinchen Barsbold, Khishigjav Tsogtbaatar, Philip John Currie e Pascal Godefroit. O nome de gênero combina uma referência ao paleontólogo polonês Halszka Osmólska, que esteve envolvido em muitas expedições para a Mongólia e nomeou os Hulsanpes intimamente relacionados, com um raptor latino (que significa "caçador"). O descritor específico honra a Escuillié por ter disponibilizado o espécime à ciência.
O holótipo, MPC D-102/109, foi encontrado em uma camada de arenito alaranjado do Membro Bayn Dzak da Formação Djadochta, datada do final da Campaniano. Consiste em um esqueleto relativamente completo com crânio. Em 2017, o fóssil ainda não estava totalmente pronto. O trabalho dos comerciantes de fósseis já havia geralmente sido naquele ponto exposto o lado esquerdo do esqueleto. O síncrotron revelou que os ossos continuaram na rocha e que a peça provavelmente não era uma quimera, uma montagem artificial de ossos de espécies diferentes, embora o topo do focinho tivesse sido restaurado com gesso e alguns elementos haviam sido reatados na rocha por cola. O esqueleto é amplamente articulado e não comprimido. Representa um indivíduo subadulto, com cerca de um ano de idade.

## Descrição

### Tamanho e traços distintivos

Comparação de tamanho com o humano.

O Halszkaraptor era do tamanho de um pato selvagem. A cabeça tinha cerca de sete centímetros de comprimento, o pescoço vinte centímetros, treze centímetros na parte de trás do corpo e o sacro cinco centímetros.
Os autores que o descreveram indicaram alguns traços distintivos. Algumas delas foram autapomorfas, características derivadas unicamente. A pré-maxila, o osso do queixo dianteiro, forma um focinho achatado, ocupando 32% do comprimento da boca. A pré-maxila tem onze dentes. O osso jugal tem forma de haste e seu ramo ascendente ocupa apenas um décimo da barra atrás do soquete do olho, não alcançando a órbita. O pescoço é extremamente alongado, ocupando metade do comprimento do focinho. Os pós-zigapófises, os processos das juntas traseiras, das vértebras do pescoço não apresentam epipófises, ou processos adicionais em sua borda superior. As vértebras do pescoço têm espinhas neurais extremamente reduzidas: da segunda a quinta vértebras, estas são apenas nervuras baixas e as vértebras subsequentes do pescoço não as possuem completamente. Da segunda a quinta vértebra do pescoço, as pós-zigapófises normalmente emparelhadas se fundem em um único processo em forma de lóbulo. As espinhas neurais das vértebras da cauda são extremamente encurtadas: nas primeiras três vértebras da cauda, elas são formadas como baixas e a vértebra posterior da cauda não a falta completamente. Os chevrons da base da cauda são grandes e tem um perfil pentagonal. A primeira falange do terceiro dedo tem 47% do comprimento do terceiro metacarpo.
Além disso, uma combinação única é presente nos traços que em si não são únicos. A narina externa óssea está situada atrás do corpo principal da pré-maxila, o ponto onde se conecta ao ramo dianteiro da maxila. O ramo descendente do osso postorbital tem forma de haste. O número de vértebras do pescoço e as costas totalizam vinte e dois. Somente as vértebras sétima, oitava e nona têm pleurocoéis, e depressões pneumáticas nos lados. A transição entre a base da cauda e a cauda do meio está situada na sétima a oito vértebras. O terceiro dedo é mais longo do que o segundo dedo.

### Esqueleto

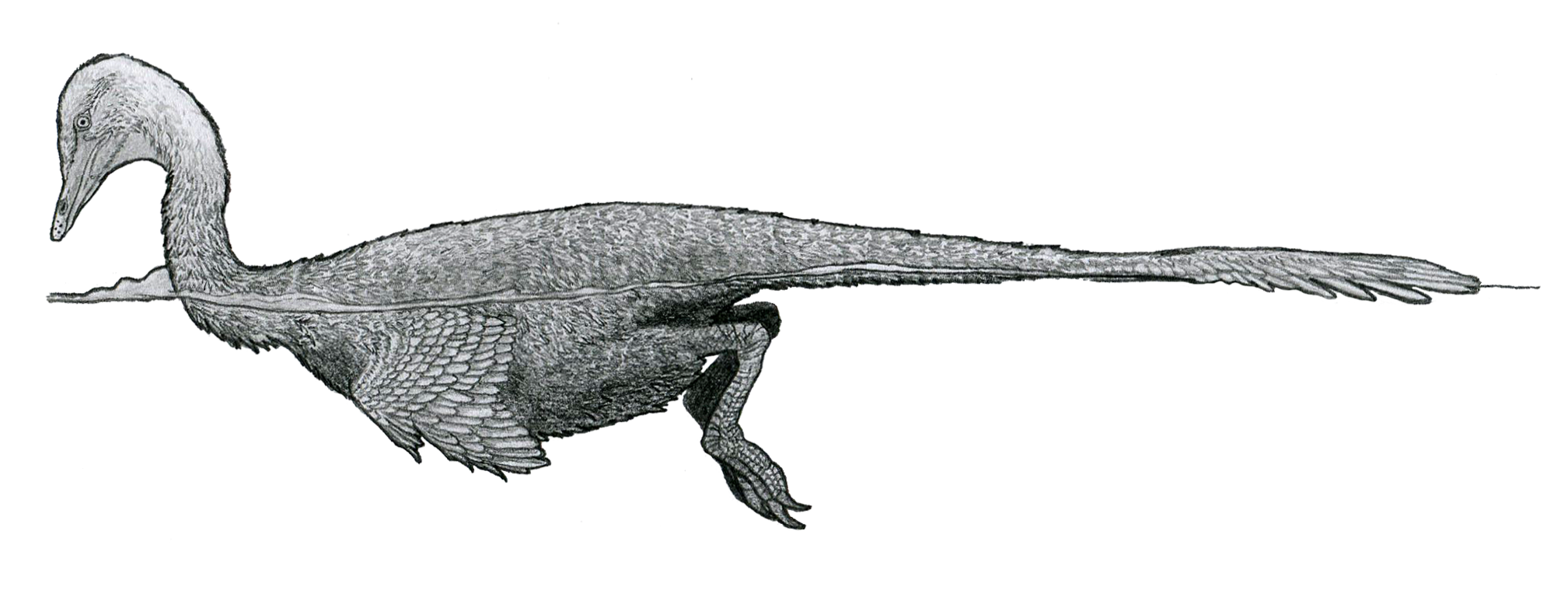
Reconstrução do Halszkaraptor escuilliei, com postura e plumagem de natação baseada em aves aquáticas que utilizam as asas para nadar.

O focinho, embora alongado, é expandido transversalmente para a frente, criando um perfil em forma de colher na vista superior. Também é plana, sua largura é de 180% de altura. O perfil superior na vista lateral é oco. A área expandida consiste em uma pré-maxila relativamente longa. Este osso é internamente escavado por um sistema de câmaras de ar. De uma câmara maior na parte traseira, os canais neurovasculares permeiam todo o osso, não apenas os lados, como no Neovenator, mas também no topo. Esses canais provavelmente albergavam órgãos eletro-sensoriais. Cada pré-maxilar possui onze dentes, um recorde em toda a Dinosauria. Os terópodes normalmente possuem quatro dentes pré-maxilares e o recorde anterior para este grupo foi de sete, nos espinossaurídeos. Esses dentes estão muito embalados, tocando uns aos outros, e são muito alongados, curvando gradualmente para trás. Os dentes na maxila, tem um número estimado em de vinte a vinte e cinco, são mais robustos, apenas nas suas pontas e estão espaçados em uma distância maior. Eles são mais transversalmente achatados, com uma seção transversal oval. O dentário do maxilar inferior também tem cerca de vinte a vinte e cinco dentes. As narinas são relativamente retraídas. Eles também são únicos terópodes em ser orientado obliquamente para o topo. Apesar do comprimento do focinho, a abertura principal no lado do crânio da frente, a fenestra anterorbital, é curta, menor que a alta. A parte de trás do topo do crânio abobadado.
A coluna vertebral do Halszkaraptor contém dez vértebras do pescoço, doze vértebras traseiras e seis vértebras sacras. As vértebras preservadas da cauda incluem os primeiros vinte caudais e uma série de seis ossos da cauda do meio.
O pescoço é muito alongado. É igual a 290% do comprimento do crânio e 150% do comprimento das costas. Isso implica que representa metade do comprimento do focinho-sacro, um valor que é o mais alto entre todos os Paraves mesozoicos conhecidos. Dentro dos Paraves, apenas alguns pássaros mais recentes teriam um pescoço proporcionalmente mais longo. Entre o grupo Theropoda apenas alguns como os Oviraptorosauria aproximam esse valor; Até o Ornithomimosauria nunca ultrapassa 40%. O comprimento não é causado por um maior número de vértebras, como acontece com a Oviraptorosauria, mas por alongamento das vértebras individuais. A sexta vértebra cervical é a mais longa, sendo quatro vezes maior do que alta. As vértebras do pescoço geralmente têm uma estrutura simplificada, como exemplificado pela falta de epipófises traseiras. A maioria não é pneumatizada por pleurocoéis, depressões em que os divertículos dos sacos aéreos penetram nas paredes dos ossos. No pescoço da frente, as espinhas neurais, normalmente placas retangulares, foram reduzidas a uma crista baixa; mais por trás, eles desapareceram. Nas primeiras vértebras de cinco pescoços, as pós-gapofisias não têm espaço de separação entre elas, mas são fundidas em um único lobo. Com outros Maniraptoriformes basais, esses processos das juntas traseiras são por vezes conectados por uma placa, mas nesse caso a prateleira óssea é entalhada por uma fossa pós-medular causando um perfil côncavo na vista superior; No Halszkaraptor, este groove está ausente e o perfil é convexo. As costelas do pescoço são curtas, não mais os corpos vertebrais.

## Classificação

### Filogenia
O cladograma abaixo é baseado na análise filogenética realizada em 2017 por Cau et al. usando dados atualizados do Theropod Working Group.
|  | Halszkaraptor                                          |
|  |                                                        |
|  | \| \| Mahakala \| \| \| \| \| \| Hulsanpes \| \| \| \| |
|  |                                                        |
|  | Mahakala                                               |
|  |                                                        |
|  | Hulsanpes                                              |
|  |                                                        |

|  | Mahakala  |
|  |           |
|  | Hulsanpes |
|  |           |

|  | Tianyuraptor                                                         |
|  |                                                                      |
|  | \| \| Dromaeosaurinae \| \| \| \| \| \| Velociraptorinae \| \| \| \| |
|  |                                                                      |
|  | Dromaeosaurinae                                                      |
|  |                                                                      |
|  | Velociraptorinae                                                     |
|  |                                                                      |

|  | Dromaeosaurinae  |
|  |                  |
|  | Velociraptorinae |
|  |                  |

|  | Tianyuraptor                                                         |
|  |                                                                      |
|  | \| \| Dromaeosaurinae \| \| \| \| \| \| Velociraptorinae \| \| \| \| |
|  |                                                                      |
|  | Dromaeosaurinae                                                      |
|  |                                                                      |
|  | Velociraptorinae                                                     |
|  |                                                                      |

|  | Dromaeosaurinae  |
|  |                  |
|  | Velociraptorinae |
|  |                  |

|  | Tianyuraptor                                                         |
|  |                                                                      |
|  | \| \| Dromaeosaurinae \| \| \| \| \| \| Velociraptorinae \| \| \| \| |
|  |                                                                      |
|  | Dromaeosaurinae                                                      |
|  |                                                                      |
|  | Velociraptorinae                                                     |
|  |                                                                      |

|  | Dromaeosaurinae  |
|  |                  |
|  | Velociraptorinae |
|  |                  |

|  | Tianyuraptor                                                         |
|  |                                                                      |
|  | \| \| Dromaeosaurinae \| \| \| \| \| \| Velociraptorinae \| \| \| \| |
|  |                                                                      |
|  | Dromaeosaurinae                                                      |
|  |                                                                      |
|  | Velociraptorinae                                                     |
|  |                                                                      |

|  | Dromaeosaurinae  |
|  |                  |
|  | Velociraptorinae |
|  |                  |

|  | Tianyuraptor                                                         |
|  |                                                                      |
|  | \| \| Dromaeosaurinae \| \| \| \| \| \| Velociraptorinae \| \| \| \| |
|  |                                                                      |
|  | Dromaeosaurinae                                                      |
|  |                                                                      |
|  | Velociraptorinae                                                     |
|  |                                                                      |

|  | Dromaeosaurinae  |
|  |                  |
|  | Velociraptorinae |
|  |                  |

|  | Tianyuraptor                                                         |
|  |                                                                      |
|  | \| \| Dromaeosaurinae \| \| \| \| \| \| Velociraptorinae \| \| \| \| |
|  |                                                                      |
|  | Dromaeosaurinae                                                      |
|  |                                                                      |
|  | Velociraptorinae                                                     |
|  |                                                                      |

|  | Dromaeosaurinae  |
|  |                  |
|  | Velociraptorinae |
|  |                  |

|  | Tianyuraptor                                                         |
|  |                                                                      |
|  | \| \| Dromaeosaurinae \| \| \| \| \| \| Velociraptorinae \| \| \| \| |
|  |                                                                      |
|  | Dromaeosaurinae                                                      |
|  |                                                                      |
|  | Velociraptorinae                                                     |
|  |                                                                      |

|  | Dromaeosaurinae  |
|  |                  |
|  | Velociraptorinae |
|  |                  |

|  | Tianyuraptor                                                         |
|  |                                                                      |
|  | \| \| Dromaeosaurinae \| \| \| \| \| \| Velociraptorinae \| \| \| \| |
|  |                                                                      |
|  | Dromaeosaurinae                                                      |
|  |                                                                      |
|  | Velociraptorinae                                                     |
|  |                                                                      |

|  | Dromaeosaurinae  |
|  |                  |
|  | Velociraptorinae |
|  |                  |

|  | Tianyuraptor                                                         |
|  |                                                                      |
|  | \| \| Dromaeosaurinae \| \| \| \| \| \| Velociraptorinae \| \| \| \| |
|  |                                                                      |
|  | Dromaeosaurinae                                                      |
|  |                                                                      |
|  | Velociraptorinae                                                     |
|  |                                                                      |

|  | Dromaeosaurinae  |
|  |                  |
|  | Velociraptorinae |
|  |                  |

|  | Tianyuraptor                                                         |
|  |                                                                      |
|  | \| \| Dromaeosaurinae \| \| \| \| \| \| Velociraptorinae \| \| \| \| |
|  |                                                                      |
|  | Dromaeosaurinae                                                      |
|  |                                                                      |
|  | Velociraptorinae                                                     |
|  |                                                                      |

|  | Dromaeosaurinae  |
|  |                  |
|  | Velociraptorinae |
|  |                  |

|  | Tianyuraptor                                                         |
|  |                                                                      |
|  | \| \| Dromaeosaurinae \| \| \| \| \| \| Velociraptorinae \| \| \| \| |
|  |                                                                      |
|  | Dromaeosaurinae                                                      |
|  |                                                                      |
|  | Velociraptorinae                                                     |
|  |                                                                      |

|  | Dromaeosaurinae  |
|  |                  |
|  | Velociraptorinae |
|  |                  |

|  | Tianyuraptor                                                         |
|  |                                                                      |
|  | \| \| Dromaeosaurinae \| \| \| \| \| \| Velociraptorinae \| \| \| \| |
|  |                                                                      |
|  | Dromaeosaurinae                                                      |
|  |                                                                      |
|  | Velociraptorinae                                                     |
|  |                                                                      |

|  | Dromaeosaurinae  |
|  |                  |
|  | Velociraptorinae |
|  |                  |

|  | Tianyuraptor                                                         |
|  |                                                                      |
|  | \| \| Dromaeosaurinae \| \| \| \| \| \| Velociraptorinae \| \| \| \| |
|  |                                                                      |
|  | Dromaeosaurinae                                                      |
|  |                                                                      |
|  | Velociraptorinae                                                     |
|  |                                                                      |

|  | Dromaeosaurinae  |
|  |                  |
|  | Velociraptorinae |
|  |                  |

|  | Tianyuraptor                                                         |
|  |                                                                      |
|  | \| \| Dromaeosaurinae \| \| \| \| \| \| Velociraptorinae \| \| \| \| |
|  |                                                                      |
|  | Dromaeosaurinae                                                      |
|  |                                                                      |
|  | Velociraptorinae                                                     |
|  |                                                                      |

|  | Dromaeosaurinae  |
|  |                  |
|  | Velociraptorinae |
|  |                  |

|  | Tianyuraptor                                                         |
|  |                                                                      |
|  | \| \| Dromaeosaurinae \| \| \| \| \| \| Velociraptorinae \| \| \| \| |
|  |                                                                      |
|  | Dromaeosaurinae                                                      |
|  |                                                                      |
|  | Velociraptorinae                                                     |
|  |                                                                      |

|  | Dromaeosaurinae  |
|  |                  |
|  | Velociraptorinae |
|  |                  |

|  | Tianyuraptor                                                         |
|  |                                                                      |
|  | \| \| Dromaeosaurinae \| \| \| \| \| \| Velociraptorinae \| \| \| \| |
|  |                                                                      |
|  | Dromaeosaurinae                                                      |
|  |                                                                      |
|  | Velociraptorinae                                                     |
|  |                                                                      |

|  | Dromaeosaurinae  |
|  |                  |
|  | Velociraptorinae |
|  |                  |

|  | Tianyuraptor                                                         |
|  |                                                                      |
|  | \| \| Dromaeosaurinae \| \| \| \| \| \| Velociraptorinae \| \| \| \| |
|  |                                                                      |
|  | Dromaeosaurinae                                                      |
|  |                                                                      |
|  | Velociraptorinae                                                     |
|  |                                                                      |

|  | Dromaeosaurinae  |
|  |                  |
|  | Velociraptorinae |
|  |                  |

|  | Tianyuraptor                                                         |
|  |                                                                      |
|  | \| \| Dromaeosaurinae \| \| \| \| \| \| Velociraptorinae \| \| \| \| |
|  |                                                                      |
|  | Dromaeosaurinae                                                      |
|  |                                                                      |
|  | Velociraptorinae                                                     |
|  |                                                                      |

|  | Dromaeosaurinae  |
|  |                  |
|  | Velociraptorinae |
|  |                  |

|  | Tianyuraptor                                                         |
|  |                                                                      |
|  | \| \| Dromaeosaurinae \| \| \| \| \| \| Velociraptorinae \| \| \| \| |
|  |                                                                      |
|  | Dromaeosaurinae                                                      |
|  |                                                                      |
|  | Velociraptorinae                                                     |
|  |                                                                      |

|  | Dromaeosaurinae  |
|  |                  |
|  | Velociraptorinae |
|  |                  |

|  | Tianyuraptor                                                         |
|  |                                                                      |
|  | \| \| Dromaeosaurinae \| \| \| \| \| \| Velociraptorinae \| \| \| \| |
|  |                                                                      |
|  | Dromaeosaurinae                                                      |
|  |                                                                      |
|  | Velociraptorinae                                                     |
|  |                                                                      |

|  | Dromaeosaurinae  |
|  |                  |
|  | Velociraptorinae |
|  |                  |

|  | Tianyuraptor                                                         |
|  |                                                                      |
|  | \| \| Dromaeosaurinae \| \| \| \| \| \| Velociraptorinae \| \| \| \| |
|  |                                                                      |
|  | Dromaeosaurinae                                                      |
|  |                                                                      |
|  | Velociraptorinae                                                     |
|  |                                                                      |

|  | Dromaeosaurinae  |
|  |                  |
|  | Velociraptorinae |
|  |                  |

|  | Tianyuraptor                                                         |
|  |                                                                      |
|  | \| \| Dromaeosaurinae \| \| \| \| \| \| Velociraptorinae \| \| \| \| |
|  |                                                                      |
|  | Dromaeosaurinae                                                      |
|  |                                                                      |
|  | Velociraptorinae                                                     |
|  |                                                                      |

|  | Dromaeosaurinae  |
|  |                  |
|  | Velociraptorinae |
|  |                  |

|  | Tianyuraptor                                                         |
|  |                                                                      |
|  | \| \| Dromaeosaurinae \| \| \| \| \| \| Velociraptorinae \| \| \| \| |
|  |                                                                      |
|  | Dromaeosaurinae                                                      |
|  |                                                                      |
|  | Velociraptorinae                                                     |
|  |                                                                      |

|  | Dromaeosaurinae  |
|  |                  |
|  | Velociraptorinae |
|  |                  |

|  | Tianyuraptor                                                         |
|  |                                                                      |
|  | \| \| Dromaeosaurinae \| \| \| \| \| \| Velociraptorinae \| \| \| \| |
|  |                                                                      |
|  | Dromaeosaurinae                                                      |
|  |                                                                      |
|  | Velociraptorinae                                                     |
|  |                                                                      |

|  | Dromaeosaurinae  |
|  |                  |
|  | Velociraptorinae |
|  |                  |

|  | Tianyuraptor                                                         |
|  |                                                                      |
|  | \| \| Dromaeosaurinae \| \| \| \| \| \| Velociraptorinae \| \| \| \| |
|  |                                                                      |
|  | Dromaeosaurinae                                                      |
|  |                                                                      |
|  | Velociraptorinae                                                     |
|  |                                                                      |

|  | Dromaeosaurinae  |
|  |                  |
|  | Velociraptorinae |
|  |                  |

|  | Tianyuraptor                                                         |
|  |                                                                      |
|  | \| \| Dromaeosaurinae \| \| \| \| \| \| Velociraptorinae \| \| \| \| |
|  |                                                                      |
|  | Dromaeosaurinae                                                      |
|  |                                                                      |
|  | Velociraptorinae                                                     |
|  |                                                                      |

|  | Dromaeosaurinae  |
|  |                  |
|  | Velociraptorinae |
|  |                  |

|  | Tianyuraptor                                                         |
|  |                                                                      |
|  | \| \| Dromaeosaurinae \| \| \| \| \| \| Velociraptorinae \| \| \| \| |
|  |                                                                      |
|  | Dromaeosaurinae                                                      |
|  |                                                                      |
|  | Velociraptorinae                                                     |
|  |                                                                      |

|  | Dromaeosaurinae  |
|  |                  |
|  | Velociraptorinae |
|  |                  |

|  | Tianyuraptor                                                         |
|  |                                                                      |
|  | \| \| Dromaeosaurinae \| \| \| \| \| \| Velociraptorinae \| \| \| \| |
|  |                                                                      |
|  | Dromaeosaurinae                                                      |
|  |                                                                      |
|  | Velociraptorinae                                                     |
|  |                                                                      |

|  | Dromaeosaurinae  |
|  |                  |
|  | Velociraptorinae |
|  |                  |

|  | Tianyuraptor                                                         |
|  |                                                                      |
|  | \| \| Dromaeosaurinae \| \| \| \| \| \| Velociraptorinae \| \| \| \| |
|  |                                                                      |
|  | Dromaeosaurinae                                                      |
|  |                                                                      |
|  | Velociraptorinae                                                     |
|  |                                                                      |

|  | Dromaeosaurinae  |
|  |                  |
|  | Velociraptorinae |
|  |                  |

|  | Tianyuraptor                                                         |
|  |                                                                      |
|  | \| \| Dromaeosaurinae \| \| \| \| \| \| Velociraptorinae \| \| \| \| |
|  |                                                                      |
|  | Dromaeosaurinae                                                      |
|  |                                                                      |
|  | Velociraptorinae                                                     |
|  |                                                                      |

|  | Dromaeosaurinae  |
|  |                  |
|  | Velociraptorinae |
|  |                  |

|  | Tianyuraptor                                                         |
|  |                                                                      |
|  | \| \| Dromaeosaurinae \| \| \| \| \| \| Velociraptorinae \| \| \| \| |
|  |                                                                      |
|  | Dromaeosaurinae                                                      |
|  |                                                                      |
|  | Velociraptorinae                                                     |
|  |                                                                      |

|  | Dromaeosaurinae  |
|  |                  |
|  | Velociraptorinae |
|  |                  |

|  | Tianyuraptor                                                         |
|  |                                                                      |
|  | \| \| Dromaeosaurinae \| \| \| \| \| \| Velociraptorinae \| \| \| \| |
|  |                                                                      |
|  | Dromaeosaurinae                                                      |
|  |                                                                      |
|  | Velociraptorinae                                                     |
|  |                                                                      |

|  | Dromaeosaurinae  |
|  |                  |
|  | Velociraptorinae |
|  |                  |

|  | Halszkaraptor                                          |
|  |                                                        |
|  | \| \| Mahakala \| \| \| \| \| \| Hulsanpes \| \| \| \| |
|  |                                                        |
|  | Mahakala                                               |
|  |                                                        |
|  | Hulsanpes                                              |
|  |                                                        |

|  | Mahakala  |
|  |           |
|  | Hulsanpes |
|  |           |

|  | Tianyuraptor                                                         |
|  |                                                                      |
|  | \| \| Dromaeosaurinae \| \| \| \| \| \| Velociraptorinae \| \| \| \| |
|  |                                                                      |
|  | Dromaeosaurinae                                                      |
|  |                                                                      |
|  | Velociraptorinae                                                     |
|  |                                                                      |

|  | Dromaeosaurinae  |
|  |                  |
|  | Velociraptorinae |
|  |                  |

|  | Tianyuraptor                                                         |
|  |                                                                      |
|  | \| \| Dromaeosaurinae \| \| \| \| \| \| Velociraptorinae \| \| \| \| |
|  |                                                                      |
|  | Dromaeosaurinae                                                      |
|  |                                                                      |
|  | Velociraptorinae                                                     |
|  |                                                                      |

|  | Dromaeosaurinae  |
|  |                  |
|  | Velociraptorinae |
|  |                  |

|  | Tianyuraptor                                                         |
|  |                                                                      |
|  | \| \| Dromaeosaurinae \| \| \| \| \| \| Velociraptorinae \| \| \| \| |
|  |                                                                      |
|  | Dromaeosaurinae                                                      |
|  |                                                                      |
|  | Velociraptorinae                                                     |
|  |                                                                      |

|  | Dromaeosaurinae  |
|  |                  |
|  | Velociraptorinae |
|  |                  |

|  | Tianyuraptor                                                         |
|  |                                                                      |
|  | \| \| Dromaeosaurinae \| \| \| \| \| \| Velociraptorinae \| \| \| \| |
|  |                                                                      |
|  | Dromaeosaurinae                                                      |
|  |                                                                      |
|  | Velociraptorinae                                                     |
|  |                                                                      |

|  | Dromaeosaurinae  |
|  |                  |
|  | Velociraptorinae |
|  |                  |

|  | Tianyuraptor                                                         |
|  |                                                                      |
|  | \| \| Dromaeosaurinae \| \| \| \| \| \| Velociraptorinae \| \| \| \| |
|  |                                                                      |
|  | Dromaeosaurinae                                                      |
|  |                                                                      |
|  | Velociraptorinae                                                     |
|  |                                                                      |

|  | Dromaeosaurinae  |
|  |                  |
|  | Velociraptorinae |
|  |                  |

|  | Tianyuraptor                                                         |
|  |                                                                      |
|  | \| \| Dromaeosaurinae \| \| \| \| \| \| Velociraptorinae \| \| \| \| |
|  |                                                                      |
|  | Dromaeosaurinae                                                      |
|  |                                                                      |
|  | Velociraptorinae                                                     |
|  |                                                                      |

|  | Dromaeosaurinae  |
|  |                  |
|  | Velociraptorinae |
|  |                  |

|  | Tianyuraptor                                                         |
|  |                                                                      |
|  | \| \| Dromaeosaurinae \| \| \| \| \| \| Velociraptorinae \| \| \| \| |
|  |                                                                      |
|  | Dromaeosaurinae                                                      |
|  |                                                                      |
|  | Velociraptorinae                                                     |
|  |                                                                      |

|  | Dromaeosaurinae  |
|  |                  |
|  | Velociraptorinae |
|  |                  |

|  | Tianyuraptor                                                         |
|  |                                                                      |
|  | \| \| Dromaeosaurinae \| \| \| \| \| \| Velociraptorinae \| \| \| \| |
|  |                                                                      |
|  | Dromaeosaurinae                                                      |
|  |                                                                      |
|  | Velociraptorinae                                                     |
|  |                                                                      |

|  | Dromaeosaurinae  |
|  |                  |
|  | Velociraptorinae |
|  |                  |

|  | Tianyuraptor                                                         |
|  |                                                                      |
|  | \| \| Dromaeosaurinae \| \| \| \| \| \| Velociraptorinae \| \| \| \| |
|  |                                                                      |
|  | Dromaeosaurinae                                                      |
|  |                                                                      |
|  | Velociraptorinae                                                     |
|  |                                                                      |

|  | Dromaeosaurinae  |
|  |                  |
|  | Velociraptorinae |
|  |                  |

|  | Tianyuraptor                                                         |
|  |                                                                      |
|  | \| \| Dromaeosaurinae \| \| \| \| \| \| Velociraptorinae \| \| \| \| |
|  |                                                                      |
|  | Dromaeosaurinae                                                      |
|  |                                                                      |
|  | Velociraptorinae                                                     |
|  |                                                                      |

|  | Dromaeosaurinae  |
|  |                  |
|  | Velociraptorinae |
|  |                  |

|  | Tianyuraptor                                                         |
|  |                                                                      |
|  | \| \| Dromaeosaurinae \| \| \| \| \| \| Velociraptorinae \| \| \| \| |
|  |                                                                      |
|  | Dromaeosaurinae                                                      |
|  |                                                                      |
|  | Velociraptorinae                                                     |
|  |                                                                      |

|  | Dromaeosaurinae  |
|  |                  |
|  | Velociraptorinae |
|  |                  |

|  | Tianyuraptor                                                         |
|  |                                                                      |
|  | \| \| Dromaeosaurinae \| \| \| \| \| \| Velociraptorinae \| \| \| \| |
|  |                                                                      |
|  | Dromaeosaurinae                                                      |
|  |                                                                      |
|  | Velociraptorinae                                                     |
|  |                                                                      |

|  | Dromaeosaurinae  |
|  |                  |
|  | Velociraptorinae |
|  |                  |

|  | Tianyuraptor                                                         |
|  |                                                                      |
|  | \| \| Dromaeosaurinae \| \| \| \| \| \| Velociraptorinae \| \| \| \| |
|  |                                                                      |
|  | Dromaeosaurinae                                                      |
|  |                                                                      |
|  | Velociraptorinae                                                     |
|  |                                                                      |

|  | Dromaeosaurinae  |
|  |                  |
|  | Velociraptorinae |
|  |                  |

|  | Tianyuraptor                                                         |
|  |                                                                      |
|  | \| \| Dromaeosaurinae \| \| \| \| \| \| Velociraptorinae \| \| \| \| |
|  |                                                                      |
|  | Dromaeosaurinae                                                      |
|  |                                                                      |
|  | Velociraptorinae                                                     |
|  |                                                                      |

|  | Dromaeosaurinae  |
|  |                  |
|  | Velociraptorinae |
|  |                  |

|  | Tianyuraptor                                                         |
|  |                                                                      |
|  | \| \| Dromaeosaurinae \| \| \| \| \| \| Velociraptorinae \| \| \| \| |
|  |                                                                      |
|  | Dromaeosaurinae                                                      |
|  |                                                                      |
|  | Velociraptorinae                                                     |
|  |                                                                      |

|  | Dromaeosaurinae  |
|  |                  |
|  | Velociraptorinae |
|  |                  |

|  | Tianyuraptor                                                         |
|  |                                                                      |
|  | \| \| Dromaeosaurinae \| \| \| \| \| \| Velociraptorinae \| \| \| \| |
|  |                                                                      |
|  | Dromaeosaurinae                                                      |
|  |                                                                      |
|  | Velociraptorinae                                                     |
|  |                                                                      |

|  | Dromaeosaurinae  |
|  |                  |
|  | Velociraptorinae |
|  |                  |

|  | Tianyuraptor                                                         |
|  |                                                                      |
|  | \| \| Dromaeosaurinae \| \| \| \| \| \| Velociraptorinae \| \| \| \| |
|  |                                                                      |
|  | Dromaeosaurinae                                                      |
|  |                                                                      |
|  | Velociraptorinae                                                     |
|  |                                                                      |

|  | Dromaeosaurinae  |
|  |                  |
|  | Velociraptorinae |
|  |                  |

|  | Tianyuraptor                                                         |
|  |                                                                      |
|  | \| \| Dromaeosaurinae \| \| \| \| \| \| Velociraptorinae \| \| \| \| |
|  |                                                                      |
|  | Dromaeosaurinae                                                      |
|  |                                                                      |
|  | Velociraptorinae                                                     |
|  |                                                                      |

|  | Dromaeosaurinae  |
|  |                  |
|  | Velociraptorinae |
|  |                  |

|  | Tianyuraptor                                                         |
|  |                                                                      |
|  | \| \| Dromaeosaurinae \| \| \| \| \| \| Velociraptorinae \| \| \| \| |
|  |                                                                      |
|  | Dromaeosaurinae                                                      |
|  |                                                                      |
|  | Velociraptorinae                                                     |
|  |                                                                      |

|  | Dromaeosaurinae  |
|  |                  |
|  | Velociraptorinae |
|  |                  |

|  | Tianyuraptor                                                         |
|  |                                                                      |
|  | \| \| Dromaeosaurinae \| \| \| \| \| \| Velociraptorinae \| \| \| \| |
|  |                                                                      |
|  | Dromaeosaurinae                                                      |
|  |                                                                      |
|  | Velociraptorinae                                                     |
|  |                                                                      |

|  | Dromaeosaurinae  |
|  |                  |
|  | Velociraptorinae |
|  |                  |

|  | Tianyuraptor                                                         |
|  |                                                                      |
|  | \| \| Dromaeosaurinae \| \| \| \| \| \| Velociraptorinae \| \| \| \| |
|  |                                                                      |
|  | Dromaeosaurinae                                                      |
|  |                                                                      |
|  | Velociraptorinae                                                     |
|  |                                                                      |

|  | Dromaeosaurinae  |
|  |                  |
|  | Velociraptorinae |
|  |                  |

|  | Tianyuraptor                                                         |
|  |                                                                      |
|  | \| \| Dromaeosaurinae \| \| \| \| \| \| Velociraptorinae \| \| \| \| |
|  |                                                                      |
|  | Dromaeosaurinae                                                      |
|  |                                                                      |
|  | Velociraptorinae                                                     |
|  |                                                                      |

|  | Dromaeosaurinae  |
|  |                  |
|  | Velociraptorinae |
|  |                  |

|  | Tianyuraptor                                                         |
|  |                                                                      |
|  | \| \| Dromaeosaurinae \| \| \| \| \| \| Velociraptorinae \| \| \| \| |
|  |                                                                      |
|  | Dromaeosaurinae                                                      |
|  |                                                                      |
|  | Velociraptorinae                                                     |
|  |                                                                      |

|  | Dromaeosaurinae  |
|  |                  |
|  | Velociraptorinae |
|  |                  |

|  | Tianyuraptor                                                         |
|  |                                                                      |
|  | \| \| Dromaeosaurinae \| \| \| \| \| \| Velociraptorinae \| \| \| \| |
|  |                                                                      |
|  | Dromaeosaurinae                                                      |
|  |                                                                      |
|  | Velociraptorinae                                                     |
|  |                                                                      |

|  | Dromaeosaurinae  |
|  |                  |
|  | Velociraptorinae |
|  |                  |

|  | Tianyuraptor                                                         |
|  |                                                                      |
|  | \| \| Dromaeosaurinae \| \| \| \| \| \| Velociraptorinae \| \| \| \| |
|  |                                                                      |
|  | Dromaeosaurinae                                                      |
|  |                                                                      |
|  | Velociraptorinae                                                     |
|  |                                                                      |

|  | Dromaeosaurinae  |
|  |                  |
|  | Velociraptorinae |
|  |                  |

|  | Tianyuraptor                                                         |
|  |                                                                      |
|  | \| \| Dromaeosaurinae \| \| \| \| \| \| Velociraptorinae \| \| \| \| |
|  |                                                                      |
|  | Dromaeosaurinae                                                      |
|  |                                                                      |
|  | Velociraptorinae                                                     |
|  |                                                                      |

|  | Dromaeosaurinae  |
|  |                  |
|  | Velociraptorinae |
|  |                  |

|  | Tianyuraptor                                                         |
|  |                                                                      |
|  | \| \| Dromaeosaurinae \| \| \| \| \| \| Velociraptorinae \| \| \| \| |
|  |                                                                      |
|  | Dromaeosaurinae                                                      |
|  |                                                                      |
|  | Velociraptorinae                                                     |
|  |                                                                      |

|  | Dromaeosaurinae  |
|  |                  |
|  | Velociraptorinae |
|  |                  |

|  | Tianyuraptor                                                         |
|  |                                                                      |
|  | \| \| Dromaeosaurinae \| \| \| \| \| \| Velociraptorinae \| \| \| \| |
|  |                                                                      |
|  | Dromaeosaurinae                                                      |
|  |                                                                      |
|  | Velociraptorinae                                                     |
|  |                                                                      |

|  | Dromaeosaurinae  |
|  |                  |
|  | Velociraptorinae |
|  |                  |

|  | Tianyuraptor                                                         |
|  |                                                                      |
|  | \| \| Dromaeosaurinae \| \| \| \| \| \| Velociraptorinae \| \| \| \| |
|  |                                                                      |
|  | Dromaeosaurinae                                                      |
|  |                                                                      |
|  | Velociraptorinae                                                     |
|  |                                                                      |

|  | Dromaeosaurinae  |
|  |                  |
|  | Velociraptorinae |
|  |                  |

|  | Tianyuraptor                                                         |
|  |                                                                      |
|  | \| \| Dromaeosaurinae \| \| \| \| \| \| Velociraptorinae \| \| \| \| |
|  |                                                                      |
|  | Dromaeosaurinae                                                      |
|  |                                                                      |
|  | Velociraptorinae                                                     |
|  |                                                                      |

|  | Dromaeosaurinae  |
|  |                  |
|  | Velociraptorinae |
|  |                  |

|  | Tianyuraptor                                                         |
|  |                                                                      |
|  | \| \| Dromaeosaurinae \| \| \| \| \| \| Velociraptorinae \| \| \| \| |
|  |                                                                      |
|  | Dromaeosaurinae                                                      |
|  |                                                                      |
|  | Velociraptorinae                                                     |
|  |                                                                      |

|  | Dromaeosaurinae  |
|  |                  |
|  | Velociraptorinae |
|  |                  |

|  | Tianyuraptor                                                         |
|  |                                                                      |
|  | \| \| Dromaeosaurinae \| \| \| \| \| \| Velociraptorinae \| \| \| \| |
|  |                                                                      |
|  | Dromaeosaurinae                                                      |
|  |                                                                      |
|  | Velociraptorinae                                                     |
|  |                                                                      |

|  | Dromaeosaurinae  |
|  |                  |
|  | Velociraptorinae |
|  |                  |

## Paleobiologia
O Halszkaraptor tinha características que lhe permitiram passar o tempo tanto na água como na terra, incluindo membros traseiros fortes para corrida e pernas menores para a natação. A cauda curta teria trazido o centro de gravidade mais para a frente, o que é mais útil para nadar do que para andar. O torso teria sido mantido mais vertical do que o normal entre os terópodes. Para este fim, houve adaptações para uma melhor extensão do membro posterior, na articulação do quadril e no fêmur. Ele tinha muitos dentes afiados e curvados na parte de trás da boca, um pescoço longo e neurônios sensoriais em seu focinho que podiam ter permitido detectar vibrações na água, levando cientistas a acreditar que caçava presas aquáticas. Tinha que subir a terra para se reproduzir porque, como todos os dinossauros, precisava colocar seus ovos no ambiente terrestre.
Os únicos outros dinossauros não aviários conhecidos por terem sido adaptados para um estilo de vida semiaquático são os espinossaurídeos.